# ルリハナガサ
ルリハナガサ（瑠璃花笠、学名：Eranthemum pulchellum）はキツネノマゴ科ルリハナガサ属の常緑低木。
種小名は「美しい」を意味する。

## 特徴
高さ1–3m。葉は長さ10–20cmの卵形〜楕円形で対生し、全縁〜鈍鋸歯縁で先端は尖り、葉表は葉脈が凹み、葉裏は葉脈が隆起して目立つ。葉柄は短い。枝先または葉腋に長さ10cmほどの穂状の花苞をつけ、その中から瑠璃色の花を出す。花は径2–3cm、長さ2.5cmほどの筒状で、雄しべは2本で花冠の上に出る。開花期は冬〜春。

## 分布
東南アジア〜インド原産。POWOでは中国南部、東南アジア、ネパール、ヒマラヤ、インド、パキスタン原産としている。

## 利用
温室や室内で栽培。繁殖は挿し木が容易で、3–6月に20–25℃に保った用土に挿し、発根後は生長に伴い大鉢へ移植する。冬越しには13℃以上が必要。